# Ushi
Ushi (in armeno Ուշի?) è un comune dell'Armenia di 1 386 abitanti (2001) della provincia di Aragatsotn.

## Galleria d'immagini

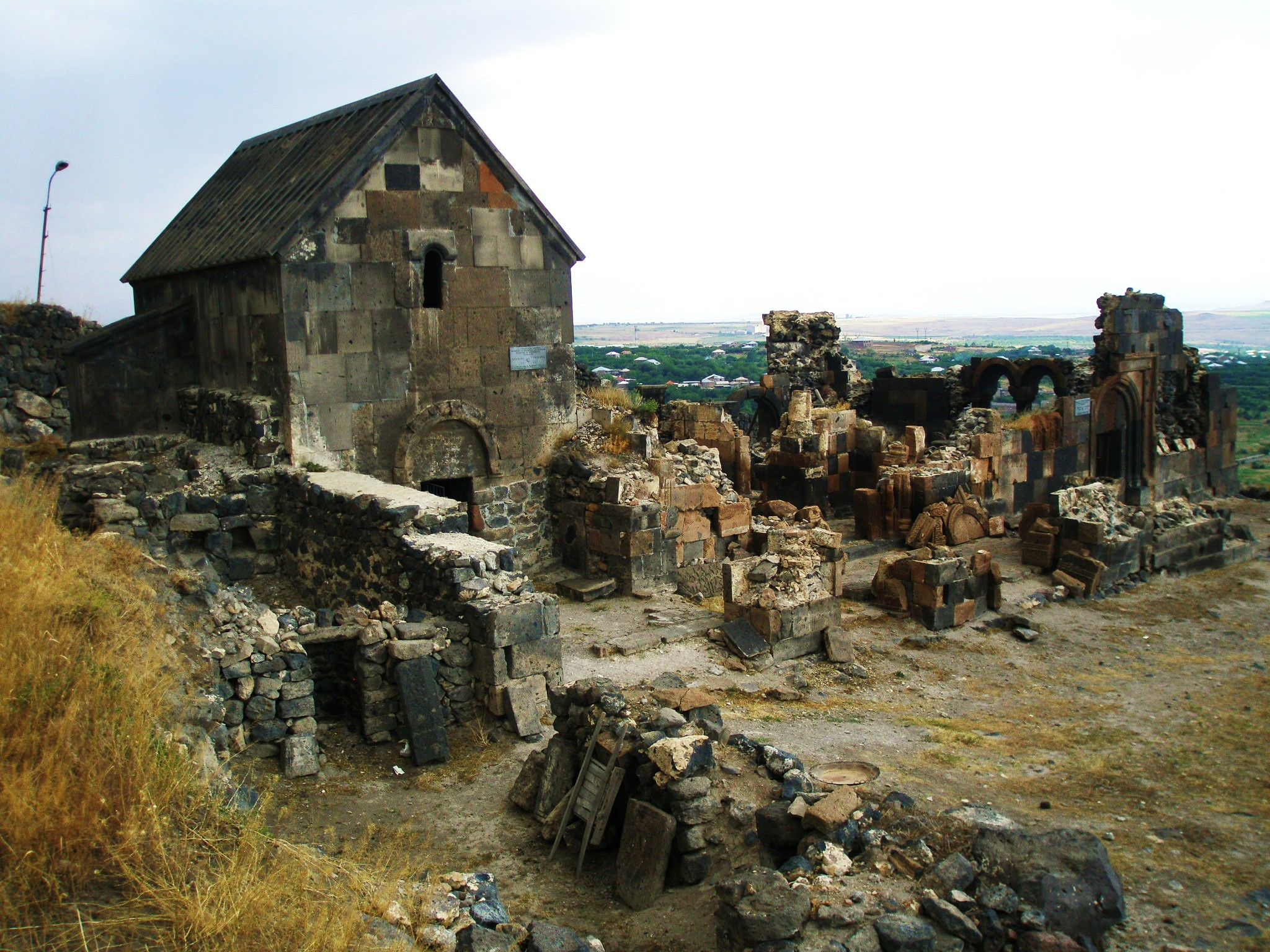
Rovine del complesso monastico di S. Sargis
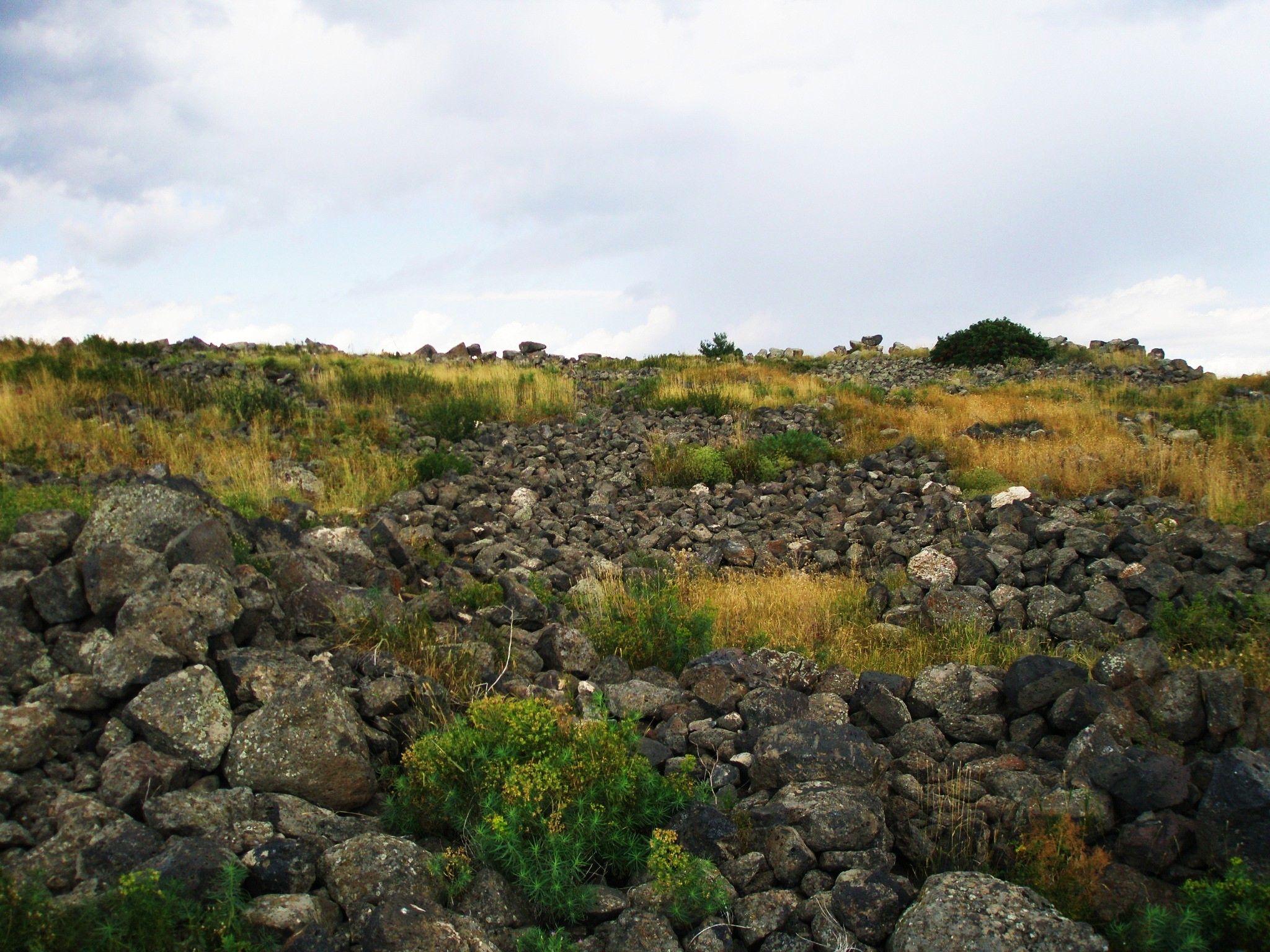
Fortezza dell'Età del ferro a Ushi.
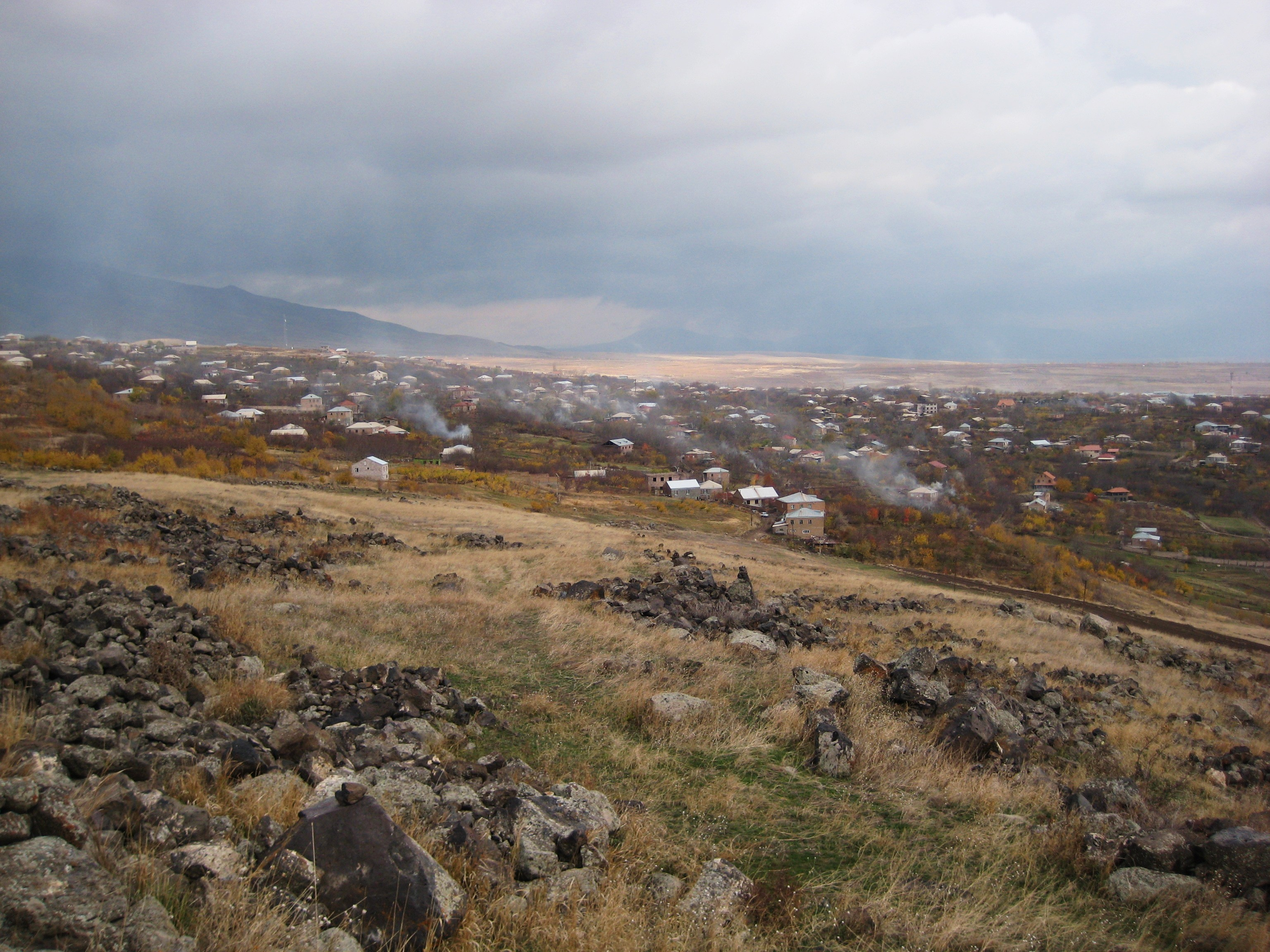
Il villaggio di Ushi